# Bas-Rhin
Bas-Rhin (hrv. Donja Rajna, elz. Unt'relsass, nje.  Niederrhein) je departman na istoku Francuske u pokrajini Grand Est. Ime je dobio po rijeci Rajni koja prolazi kroz njega i dijeli ga od Njemačke. Prema podacima iz 2005. godine u departmanu živi 1,063,000 stanovnika, što je gotovo 2/3 stanovništva regije Elzas. Strasbourg je administrativno središte departmana (prefektura) i njegov najveći grad. Površina departmana iznosi 4,755 km², a gustoća naseljenosti je 244 stanovnik po km². U departmanu se nalazi srednjovjekovni dvorac Haut Koenigsbourg i park prirode Parc naturel régional des Vosges du Nord kojeg Bas-Rhin dijeli sa susjednim departmanom Moselleom.

## Povijest
Jedan je od 83 prvobitnih departmana utemeljenih 4. ožujka 1790.
Povijesno mijenjanje granica departmana Bas-Rhina:
- 1793., prisvaja grofovije Drulingen i Sarrewerden;
- 1795., područje Schirmecka je priključeno departmanu Vosges;
- 1808., prisvojeni su krajevi istočno od rijeke Rajne, među njima i grad Kehl;
- 1814., izgubio je sve teritorije istočno od Rajne ali je zadobio teritorije sjeverno od Lautera;
- 1815., izgubo je sve teritorije sjeverno od Lautera;
- 1871., u potpunosti je pripao Njemačkom Carstvu nakon francuskog poraza u Francusko-pruskom ratu;
- 1919., Versajskim ugovorom je vraćen Francuskoj;
- 1940., početkom Drugog svjetskog rata ponovo ga je aneksirala Njemačka;
- 1944., konačno je vraćen Francuskoj;

## Zemljopis
Departman Bas-Rhin leži u sjevernom djelu pokrajine Grand Est koja se nalazi na istoku Francuske. Graniči s departmanima Haut-Rhin na jugu, Vosges, Meurthe-et-Moselle i Moselleom na zapadu, te s Njemačkom na sjeveru i istoku uzduž rijeke Rajne. Istok departmana je nizinski prostor, do je zapadni dio brdoviti prostor Vogeza.

## Klima
Klima koja prevladava u departmanu Bas-Rhin je ista kao i u ostatku regije, tip umjereno kontinentalne klime. Ljeta su vruća, a zime hladne. Najveća koncentracija padali je za ljeta i jeseni.

## Vanjske poveznice
- Službene stranice grada Strasbourga  Arhivirana inačica izvorne stranice od 17. srpnja 2003. (Wayback Machine)
- Stranice Turističke zajednice Bas-Rhin  Arhivirana inačica izvorne stranice od 13. prosinca 2007. (Wayback Machine)

## Galerija
- Strasbourg
- Dvorac Haut Koenigsbourg
- Crkva Sainte-Foy u Sélestatu

|  | Portal Francuske – Pristup člancima s tematikom o Francuskoj. |